# Copiano
Copiano är en ort och kommun i provinsen Pavia i regionen Lombardiet i Italien. Kommunen hade 1 679 invånare (2018).